# Aphodius mongolaltaicus
Aphodius (Chilothorax) mongolaltaicus – gatunek chrząszcza z rodziny poświętnikowatych i podrodziny plugowatych.
Gatunek ten opisany został w 1984 roku przez Gieorgija W. Nikołajewa i umieszczony w podrodzaju Pseudacrossus na podstawie niepoprawnej oceny budowy dolnych kolców goleni samców. W 2001 A. W. Frołow przeniósł go do podrodzaju Chilothorax.
Plug ten ma stosunkowo duże oczy o średnicy w widoku grzbietowym dwukrotnie większej niż odległość między krawędzią oka a gulą. Zapiersie nieowłosione. Pokrywy o wzorze złożonym z kilku małych, brązowych plamek. Samce mają stosunkowo smukłe golenie przedniej pary odnóży z nieco wypukłą krawędzią wewnętrzną, a wierzchołki paramer pozbawione słabo zesklerotyzowanego wyrostka.
Chrząszcz palearktyczny, znany wyłącznie z gór Ałtaj w południowo-zachodnio-syberyjskiej części Mongolii.